# Cratere Jarvis
Jarvis è un cratere lunare intitolato all'astronauta statunitense Gregory Jarvis; è situato sulla faccia nascosta della Luna dentro la piana del cratere Apollo, e giace nella metà orientale di questo bacino entro l'anello interno.
Il margine esterno è basso e piuttosto consumato, di forma generalmente circolare. C'è un'ampia spaccatura nella porzione sud-sudest del bordo, dove in parte è ricoperto dal cratere McNair. Quest'ultimo è più recente di Jarvis dal momento che il suo bordo ancora sopravvive nella zona di intersezione con l'interno di Jarvis. La zona interna è d'altra parte indistinta, essendo marcata solo da piccoli crateri e da alcuni bassi crinali lungo i bastioni di McNair.
Prima di ricevere un nome ufficiale dall'Unione Astronomica Internazionale, Jarvis era identificato come 'Borman Z', cratere satellite di Borman.